# هیمیا (گیاه)
هیمیا (گیاه) (نام علمی: Heimia) نام یک سرده از تیره حناییان است.